# 济南市人民医院

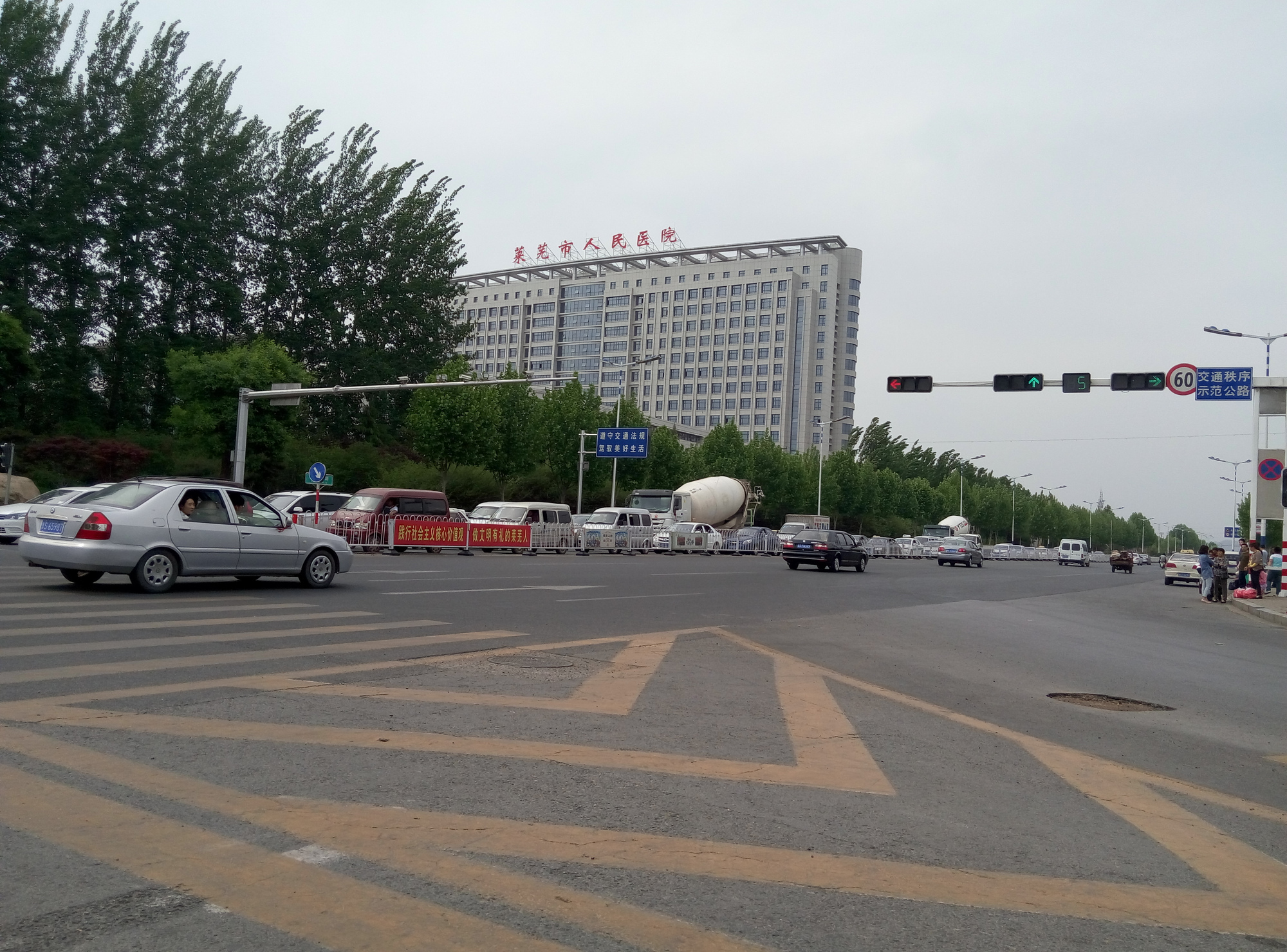
济南市人民医院，原名“莱芜市人民医院”

济南市人民医院，原名莱芜市人民医院、泰山医学院附属莱芜医院，位于山东省济南市莱芜区，始建于1945年，是集医疗、教学、科研、预防、保健、急救为一体的三级甲等综合医院。下设南、北院区和两个分院（市中分院、传染病医院）、一个社区卫生服务中心。2018年5月，山东省原卫计委公示称，确定莱芜市人民医院为三级甲等综合医院。2019年1月16日因莱芜并入济南而改为现名。
2019年1月9日，国务院批复同意，撤销莱芜市，所辖区域划归济南市管辖，原莱芜市三百多家事业单位也需要随之更名。莱芜市人民医院本来打算争取“济南市第二中心医院”的名字，未获编制办同意，而济南市原有十家“人民”医院，但恰好没有“济南市人民医院”，结果最终得到了“济南市人民医院”的名字。